# Sirius (Stockhausen)
Sirius für elektronische Musik (achtkanalig), Trompete, Sopran, Bassklarinette und Bass ist ein szenisch-musikalisches Werk des Komponisten Karlheinz Stockhausen, welches von 1975 bis 1977 komponiert wurde. Im Stockhausen-Werkverzeichnis trägt es die Nummer 43 mit einer Gesamtlänge von 96 Minuten.

## Hintergrund
„Sirius ist der Versuch eines modernen Mysterienspiels im Gewand einer Science-Fiction Geschichte,“ um es von der Werkbezeichnung Oper abzugrenzen. Das Werk ist eine szenisch-musikalische Darstellung des Jahreskreises, wobei diese von den vier Solisten repräsentiert werden und dabei folgende Szenen darstellen:
- Die vier Jahreszeiten
- Tageszeiten und Himmelsrichtungen
- Die vier Elemente
- Die vier Wachstumsstadien einer Pflanze (Samen, Knospe, Blüte, Frucht)
- Jüngling, Frau, Geliebte und Mann

Im alten Ägypten, in dessen Mysterien eine weisheitsvolle Beschäftigung mit den vier Elementen gepflegt wurde, genoss Sirius als Fixstern und hellsten Stern des Nachthimmels einen besonderen Status. Sein Erscheinen bestimmte dort ehemals den Beginn des Jahreslaufes. Das erste Sichtbarwerden nach der Sommersonnenwende war Zeichen der nun zu erwartenden Nilüberschwemmung, von der die Fruchtbarkeit des Landes abhing.
Stockhausen sieht in Sirius den Stern, für dessen Bewohner „die Musik die höchste Form aller Schwingungen ist. Deshalb ist dort auch die Musik am vollkommensten entwickelt. Jede musikalische Komposition des Sirius ist mit den Rhythmen der Gestirne, mit Jahres- und Tageszeiten, mit Elementen und Wesensunterschieden der Lebewesen verbunden.“ Nach der Lehre Jakob Lorbers haben die Bewohner des Sirius vor Jahrtausenden das Menschengeschlecht begründet und haben seither immer wieder die Erde besucht.

## Entstehung
Sirius ist eine Auftragskomposition der deutschen Bundesregierung, anlässlich der Zweihundertjahr-Feier der Unabhängigkeitserklärung der Vereinigten Staaten, mit der Stockhausen im Frühjahr 1975 begonnen hatte. Ursprünglich war Sirius für Klarinette, Sopran, Posaune und Bass gedacht, doch der Komponist veränderte die Besetzung zu Gunsten seines Sohnes Markus Stockhausen und schrieb für ihn die Trompetenpartie. Am 15. Juli 1976 wurde Sirius als noch unvollständige Version zur feierlichen Eröffnung des Albert-Einstein-Planetariums im National Air and Space Museum in Washington, D.C. aufgeführt. Zum Publikum gehörten unter anderem der damalige Bundeskanzler Helmut Schmidt, seine Frau Loki und der amerikanische Vizepräsident Nelson Rockefeller. Stockhausen hatte das Werk auf Wunsch der deutschen Bundesregierung den American Pioneers of Earth and Space gewidmet.
Am 8. August 1977 fand die erste vollständige Uraufführung auf dem Festival von Aix-en-Provence statt, wobei die Kompositionsarbeit kurzzeitig für das Werk Atmen gibt das Leben... und die Formelkomposition Jubiläum unterbrochen wurde.

## Komposition
Am Anfang von Sirius ertönt über Lautsprecher das rotierende Bremsgeheul von vier Raumschiffen, mit denen die Boten vom Sirius auf der Erde landen. Nach der Verkündung erheben sich die Raumschiffe wieder mit heulendem Motor. Im Juli 1975 begann Stockhausen mit der Realisation des Tonbandes, die erste Arbeit im Elektronischen Studio seit Hymnen, welches von 1966 bis 1967 komponiert wurde. Die Arbeiten wurden jedoch von Problemen begleitet: „Ich habe noch nie so große Schwierigkeiten beim Komponieren gehabt,“ äußerte sich der Komponist, der sich aufgrund gesundheitlicher Probleme ins Krankenhaus begeben musste und dort das Konzept für die Komposition komplettierte.
Sirius gliedert sich in vier Teile: Die Vorstellung der vier Solisten, dem Hauptteil das Rad des Jahreslaufes und in die abschließende Verkündung einer im Quartett vorgetragenen Botschaft aus Jakob Lorbers Lehre Jesu im großen Evangelium. Die musikalische Grundlage bilden die zwölf Melodieformeln von Tierkreis (Nr. 41 ½, 1974–1975), Grundlage des Tonbandes sind die vier Jahreszeitenmelodien, die durch den Modularsynthesizer EMS Synthi 100 von Electronic Music Studios moduliert und transformiert werden:
- Widder
- Krebs
- Waage
- Steinbock

Das Aufführungsdatum bestimmt, wo in den Kreis eingestiegen wird. Das etwa neunzig-minütige Werk soll nach Möglichkeit in einem Planetarium oder unter freiem Himmel aufgeführt werden mit den Sternbewegungen über den Zuhörern. Sirius stellt den Beginn der multiformalen Kompositionstechnik dar, in der aus einer polyphon angesetzten Superformel Formeln gefiltert werden, die Teilstücken zugrunde liegen. Die musiktheatralische Eigenschaft des Werkes ebnete den Weg zu Stockhausens großer Formelkomposition Licht.

## Versionen
Die elektronische Musik kann auch ohne Solisten konzertant aufgeführt werden (Frühlings-, Sommer-, Herbst- und Winterversion), ebenso wie einzelne Szenen für Solisten:
- Aries für Trompete (Nr. 43 1⁄2)
- Libra für Klarinette (Nr. 43 2⁄3)
- Capricorn für Bass (Nr. 43 3⁄4)

## Rezeption
Die Aufführungen sind teilweise kritisch von der Presse aufgenommen worden. Die Welt gab folgendes Statement ab: „Äußerungen von Zweifel am programmatischen Überbau des Werkes, das nur Eingeweihten verständlich sei, jenen Liebhabern des Okkulten, das heute wieder so sehr in Mode gekommen ist.“

## Trivia
Stockhausen behauptete von sich, auf Sirius ausgebildet worden zu sein und nach seinem Tod dorthin zurückzukehren.